# Educação no Amazonas
O Sistema de educação no Amazonas baseia-se em todos os níveis de educação em atuação no Amazonas, desde a educação básica, formada pela educação infantil, ensino fundamental e ensino médio, a educação profissional e a educação superior. O Amazonas é um estado brasileiro da Região Norte do Brasil, com capital em Manaus e habitado por 4,2 milhões de habitantes em 2012.
Assim como os demais estados brasileiros, a educação no estado do Amazonas é administrada pela Secretaria de Estado de Educação do Amazonas, orgão do governo responsável pela regulamentação da educação em todos os 62 municípios estaduais, tanto na Região Metropolitana de Manaus quanto no Interior do Amazonas. A Secretaria de Estado de Educação do Amazonas responsabiliza-se majoritariamente e exclusivamente pela educação básica na unidade federativa, dando ênfase ao ensino médio. Na área da educação profissional, há um orgão estadual voltado para a administração desta seção, o Centro de Educação Tecnológica do Amazonas. Enquanto a educação superior, não há nenhum orgão estadual de administração desta parte do ensino, sendo o Ministério da Educação o orgão que se responsabiliza.